# シーダー郡 (アイオワ州)
シーダー郡（英: Cedar County）は、アメリカ合衆国アイオワ州の東部に位置する郡である。2010年国勢調査での人口は18,499人であり、2000年の18,187人から1.7%増加した。郡庁所在地はティプトン市（人口3,059人）であり、同郡で人口最大の都市でもある。シーダー郡は1837年に設立され、郡名はシーダー川に因んで名付けられた。シーダーとはヒマラヤスギのことであり、アイオワ州で木の名前を持つ唯一の郡である。アイオワ州生まれで唯一アメリカ合衆国大統領になったハーバート・フーバーは郡内ウェストブランチ市の生まれである。

## 歴史
シーダー郡は1837年12月21日に、ダビューク郡から分離して設立された。郡名はシーダー川に因んで名付けられた。
1840年、現在の郡庁所在地であるティプトンの町が設立された。
南北戦争以前、ウェストブランチ周辺の地域は、南部州から奴隷を逃亡させるネットワークだった地下鉄道の活動中心だった。
奴隷制度廃止運動家のジョン・ブラウンが、ハーパーズ・フェリー襲撃を計画しているときに、シーダー郡の小さな町スプリングデール近くにあったウィリアム・マクソンの家を本部に使っていた。スプリングデールのエドウィンとバークレイ・コポックが襲撃に参加した。
第31代アメリカ合衆国大統領ハーバート・フーバー（1874年-1964年）は郡内ウェストブランチ市で生まれ、11歳までを過ごした。
1931年、牛の結核の試験に関して持ち上がった紛争、いわゆるアイオワ牛戦争は、シーダー郡が農民決起の中心になった。
シーダー郡保安官事務所と監獄は、監獄と住居が組み合わされた建物として使われていることでは最後のものだったが、2001年に閉鎖された。この建物は2003年にアメリカ合衆国国定歴史建造物に指定された。

## 地理
アメリカ合衆国国勢調査局に拠れば、郡域全面積は581.96平方マイル (1,507.3 km2)であり、このうち陸地579.52平方マイル (1,500.9 km2)、水域は2.44平方マイル (6.3 km2)で水域率は0.42%である。

### 主要高規格道路
- 州間高速道路80号線
- アメリカ国道6号線
- アメリカ国道30号線
- アイオワ州道38号線
- アイオワ州道130号線

### 隣接する郡
- ジョーンズ郡 - 北
- クリントン郡 - 北東
- スコット郡 - 南東
- マスカティン郡 - 南
- ジョンソン郡 - 西
- リン郡 - 北西

### 国立保護地域
- ハーバート・フーバー国立歴史史跡

## 人口動態

### 2010年国勢調査
以下は2010年国勢調査による人口統計データである。
基礎データ
- 人口: 13,956人
- 人口密度: 12人/km2（32人/mi2）
- 住居数: 8,064軒
- 使用住居: 7,511軒[7]

### 2000年国勢調査

2000人口ピラミッド

以下は2000年国勢調査による人口統計データである。
| 基礎データ - 人口: 18,187人 - 世帯数: 7,147 世帯 - 家族数: 5,138 家族 - 人口密度: 12人/km2（31人/mi2） - 住居数: 7,570軒 - 住居密度: 5軒/km2（13軒/mi2） 人種別人口構成 - 白人: 98.47% - アフリカン・アメリカン: 0.19% - ネイティブ・アメリカン: 0.19% - アジア人: 0.30% - 太平洋諸島系: 0.03% - その他の人種: 0.26% - 混血: 0.57% - ヒスパニック・ラテン系: 0.94% 年齢別人口構成 - 18歳未満: 25.3% - 18-24歳: 6.9% - 25-44歳: 27.7% - 45-64歳: 23.8% - 65歳以上: 16.2% - 年齢の中央値: 39歳 - 性比（女性100人あたり男性の人口） - 総人口: 97.5 - 18歳以上: 94.6 | 世帯と家族（対世帯数） - 18歳未満の子供がいる: 33.3% - 結婚・同居している夫婦: 61.6% - 未婚・離婚・死別女性が世帯主: 6.7% - 非家族世帯: 28.1% - 単身世帯: 23.7% - 65歳以上の老人1人暮らし: 11.9% - 平均構成人数 - 世帯: 2.51人 - 家族: 2.96人 収入と家計 - 収入の中央値 - 世帯: 42,198米ドル - 家族: 48,850米ドル - 性別 - 男性: 32,008米ドル - 女性: 23,260米ドル - 人口1人あたり収入: 19,200米ドル - 貧困線以下 - 対人口: 5.5% - 対家族数: 4.0% - 18歳未満: 5.0% - 65歳以上: 7.7% |

## 都市と町

### 都市
| - ベネット - クラレンス - デュラント | - ローデン - メカニクスビル - スタンウッド | - ティプトン - 郡庁所在地 - ウェストブランチ |

### 未編入の町
| - シーダーブラフ - シーダーバレー - センターデール - ダウニー | - ライムシティ - プラトー - ロチェスター - マシロン | - スプリングデール - サンベリー - ウォルド |

### 郡区
シーダー郡は17の郡区に分割されている。
| - カス - センター - デイトン - フェアフィールド - ファーミントン | - フレモント - ガウアー - インランド - アイオワ - リン | - マシロン - パイオニア - レッドオーク - ロチェスター - スプリングデール | - スプリングフィールド - シュガークリーク |